# سرو متوسطي
السرو المتوسطي أو السرو الشائع أو شجرة الحّياة هو شجرة تتبع لجنس السرو من الفصيلة السروية.

## الوصف النباتي
شجرة السرو دائمة الخضرة هرمية الشكل يصل ارتفاعها إلى 30 متراً ذات أوراق صغيرة شبيهة بالحراشف، خضراء غامقة دقيقة ومخاريط ذكرية وأنثوية. خشبها عطري. شجر السرو بطيء النمو. [بحاجة لمصدر]

## الموطن الأصلي للسرو
موطن السرو الأصلي تركيا و ويكثر في الأجواء المعتدلة ويزرع حالياً في جميع دول حوض البحر الأبيض المتوسط. [بحاجة لمصدر]

## المكونات الكيميائية
تحتوي الأغصان على زيت يضم الباينين والكامفين والسيدرول وتحتوي الكيزان على حمض العفص. [بحاجة لمصدر]

## الاستعمالات الطبية
الأجزاء المستخدمة من النبات في الطب الكيزان والأغصان والزيت العطري. [بحاجة لمصدر]

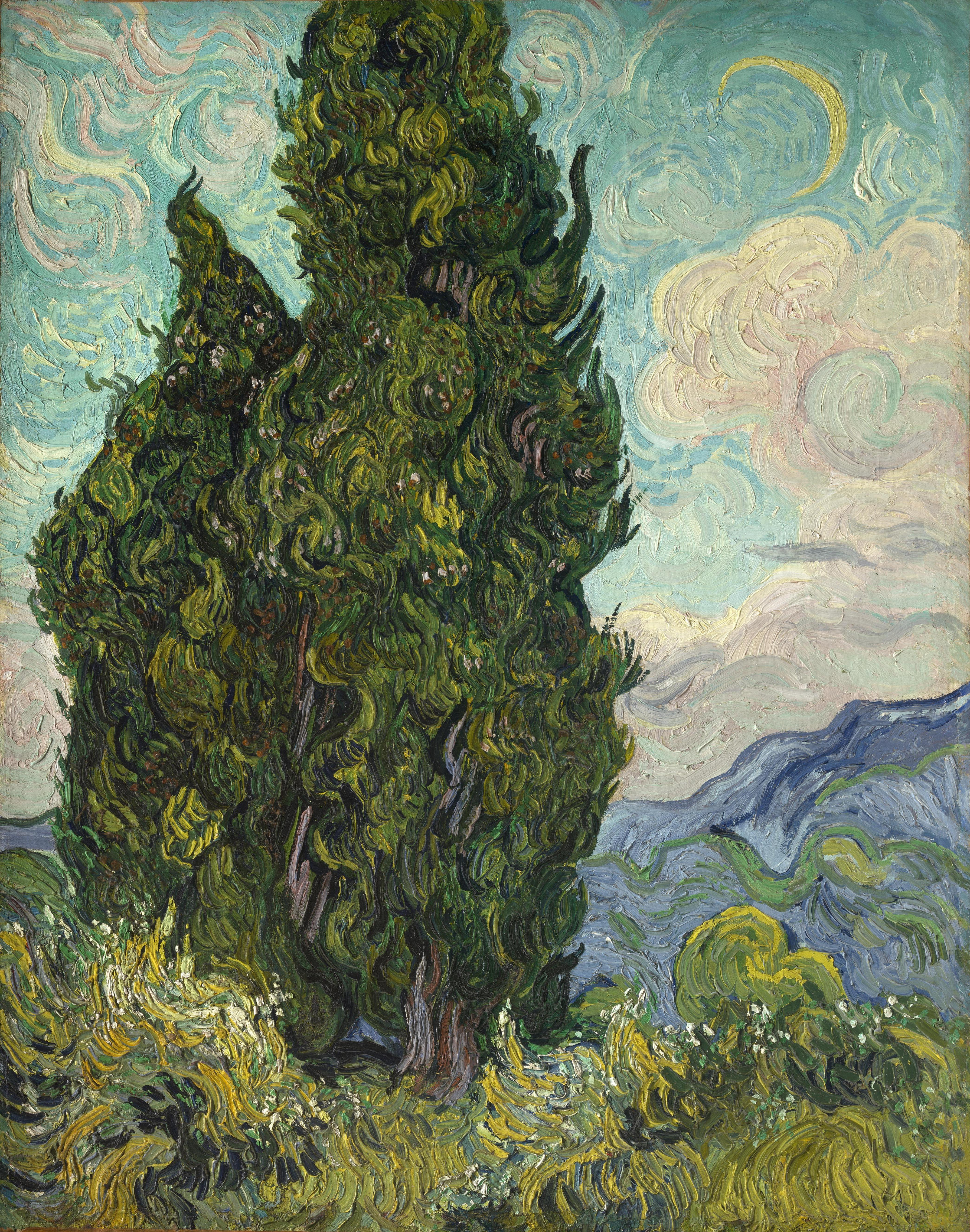
أشجار السرو, بريشة فينسنت فان غوخ